# Бујаковићи
Бујаковићи су насељено мјесто у општини Сребреница, Република Српска, БиХ. Према попису становништва из 1991. у насељу је живјело 174 становника.

## Становништво
| Демографија | Демографија | Демографија |
| Година      | Становника  | Становника  |
| ----------- | ----------- | ----------- |
| 1948.       | 255         |             |
| 1953.       | 267         |             |
| 1961.       | 303         |             |
| 1971.       | 295         |             |
| 1981.       | 202         |             |
| 1991.       | 174         |             |
| 2013.       | 198         |             |